# William Astbury
William Thomas Astbury, né le 25 février 1898 à Stoke-on-Trent et mort le 4 juin 1961 à Leeds, est un physicien et biologiste moléculaire anglais, pionnier dans l'étude des molécules biologiques par diffraction des rayons X. Ses travaux sur la kératine ont fourni à Linus Pauling les bases nécessaires à sa découverte de l'hélice alpha. Il a également étudié l'ADN en 1937, et franchi les premières étapes de la compréhension de sa structure.

## Biographie
Astbury est né en 1898 à Stoke-on-Trent. Il effectue ses études au lycée de Longton, puis au Jesus College de Cambridge. Durant la Première Guerre mondiale, il interrompt ses études pour servir en Irlande au sein du Royal Army Medical Corps. Après la guerre, il travaille avec William Henry Bragg à l'University College de Londres puis à l'Institut royal de Londres.
Il travaille ensuite à l'Université de Leeds où il étudie les propriétés de substances fibreuses comme la kératine et le collagène grâce à un financement de l'industrie textile (la laine est constituée de kératine). En diffraction des rayons X, ces substances ne conduisent pas à l'observation de pics fins comme c'est le cas pour les cristaux. Astbury montre notamment que les résultats sont différents si la laine est étirée et si elle ne l'est pas. Ses observations semblent suggérer que lorsque la kératine n'est pas étirée, les chaînes polypeptidiques sont enroulées de manière hélicoïdale. Elles montrent également que la structure moléculaire possède une période de 0,51 nanomètre (l'hélice fait un tour complet en 0,51 nanomètre). Cet espacement de 0,51 nanomètre pour la kératine présente une difficulté qu'Asbury ne parvient pas à surmonter malgré ses différents essais d'enroulements. Il faut attendre 13 ans pour que Linus Pauling et ses collègues proposent un modèle moléculaire tridimensionnel de cette structure : l'hélice alpha.
Astbury utilise ensuite la diffraction des rayons X pour étudier la structure de nombreuses protéines (dont la myosine ou la fibrine), et il montre que ces molécules sont enroulées et repliées. En 1937, Torbjörn Caspersson lui envoie de Suède des échantillons d'ADN de thymus de veau bien préparés. Le fait que ceux-ci permettent l'observation de pics de diffraction démontre que l'ADN possède une structure régulière. Il observe que la structure possède une période de 2,7 nanomètres et que les bases sont espacées de 0,34 nanomètre. A un symposium dans lequel il présente ses résultats en 1938, il souligne le fait que cet espacement de 0,34 nanomètre est le même que pour les acides aminés des chaînes polypeptidiques.
Au cours d'un symposium en 1946, il déclare : « La biosynthèse consiste finalement en l'assemblage de molécules ou de parties de molécules les unes contre les autres, et que l'une des plus grandes avancées de la biologie à notre époque est la prise de conscience que l'interaction la plus fondamentale est peut-être celle existant entre les protéines et les acides nucléiques ». Il y déclare également que l'espacement entre les nucléotides et celui entre les acides aminés au sein des protéines « n'est pas un accident arithmétique ».
Cependant, Astbury n'est pas capable de proposer une structure correcte pour l'ADN à partir de ses données. En 1952, Linus Pauling utilise également ses données pour proposer une structure, qui s'avère fausse. Néanmoins, ses travaux sont à la base des travaux de Maurice Wilkins et Rosalind Elsie Franklin et par là de la découverte de la structure de l'ADN par Francis Crick et James Dewey Watson en 1953.